# Sreenagar
Sreenagar (en bengali : শ্রীনগর) est une upazila du Bangladesh dans le district de Munshiganj. En 1991, on y dénombrait 205 797 habitants.